# Puncak Trikora
Der Puncak Trikora, früher Wilhelmina-Gipfel, ist ein Berg im indonesischen Westteil der Insel Neuguinea (Provinz Papua Pegunungan), er liegt im östlichen Teil der Sudirman-Kette im zentralen Maokegebirge. Für die Gipfelhöhe werden nach aktuellen Erkenntnissen 4730 m angegeben. Die ersten Messungen hatten noch eine Höhe von 4750 m ergeben.
Einige Quellen haben in der Vergangenheit den Puncak Trikora, nach der Carstensz-Pyramide mit 4884 m, als den zweithöchsten Berg der Insel Neuguinea geführt. Er wurde deshalb im Alpinismus als einer von fünf Kandidaten für den Status des Second Summit auf dem Kontinent Ozeanien betrachtet. Heute gilt der Puncak Trikora als vierthöchster Berg des Kontinents (siehe Angaben zur Höhe).

## Name
Der Berg erhielt den Namen Puncak Trikora nach der indonesischen Besetzung Neuguineas im Jahr 1963 (Operation Trikora). Die Benennung bezieht sich auf Sukarnos (1901–1970) nationalistische Trikora-Rede vom 19. Dezember 1961 in Yogyakarta. Bei dieser Massenveranstaltung hatte der diktatorisch regierende Präsident von Indonesien die „Befreiung“ West-Papuas gefordert. Der Begriff Trikora ist eine Abkürzung für Tri Komando Rakyat (deutsch etwa: „dreifacher Befehl an das Volk“). Die drei Befehle waren: 1. die Entstehung eines unabhängigen Staates West-Papua verhindern, 2. das Hissen der indonesischen Flagge in West-Papua und 3. die Bereitschaft zur militärischen Mobilmachung. (siehe: Papua-Konflikt)
Neben Puncak Trikora (deutsch: Trikora-Gipfel) sind auch Osua Trikora, Gunung Trikora (deutsch: Berg Trikora) und das englische Mount Trikora übliche Bezeichnungen. Während der niederländischen Kolonialzeit hatte der Berg um das Jahr 1905 den Namen Wilhelminatop (deutsch: Wilhelmina-Gipfel) bekommen. Auch der englische Name Mount Wilhelmina wurde verwendet. Diese Benennung bezog sich auf die niederländische Königin Wilhelmina (1880–1962).
Der lokale Name des Berges beim Volksstamm der Dani ist Ettiakup.

## Geografie

### Lage
Das Kalksteinmassiv des Puncak Trikora bildet die höchste Erhebung im zentralen Abschnitt des Maokegebirges. Die Sudirman-Hauptkette zieht sich im Zentrum West-Neuguineas von Westen nach Osten; die niedrigeren, nördlich und südlich vorgelagerten Berge sind zum Teil mit dichten tropischen Regenwäldern bewachsen. Etwa 30 Kilometer nordöstlich des Berges befindet sich das Baliem-Hochtal mit der Stadt Wamena, dem lokalen Infrastrukturzentrum mit eigenem Regionalflughafen (IATA-Code: WMX). Der Puncak Trikora ist heute von Norden über eine Trekkingroute erschlossen und damit einer der wenigen relativ leicht zugänglichen Berge Neuguineas.

### Gletscher
Der Gipfelbereich und die Südflanken des Puncak Trikora waren noch zur Zeit der Erstbesteigung 1913 stark vergletschert. In der ersten Hälfte des 20. Jahrhunderts wurde ein deutlicher Rückgang aller Gletscher in den Hochgebirgen Neuguineas dokumentiert. Am Trikora-Massiv wurde dieser Prozess zum ersten Mal durch den niederländischen Geologen Paul François Hubrecht beschrieben, dieser hatte den Gipfel 1913 und nochmals 1922 bestiegen und dabei einen starken Rückgang der Vergletscherung festgestellt. Bis zum Jahr 1963 hatte die Klimaerwärmung den Gletscher auf der Gipfelkuppe des Puncak Trikora vollständig abschmelzen lassen.

### Höhe
Die Gipfelhöhe des Puncak Trikora hat sich von der Entdeckung des Berges bis zur Mitte des 20. Jahrhunderts durch das Abschmelzen der Eisbedeckung verringert. Die frühere Höhenangabe von 4750 m stammt aus den ältesten Vermessungen der Region um das Jahr 1915. Im Jahr 2000 ergaben Radarmessungen (Shuttle Radar Topography Mission, SRTM) der US-Weltraumbehörde NASA einen Näherungswert von 4711 m für den Trikora-Hauptgipfel. Christian Stangl maß im Januar 2010 per GPS eine ungefähre Höhe von 4743 m. Nach heutigen Erkenntnissen beträgt die Höhe 4730 m.
Im Alpinismus erlangte zu Beginn des 21. Jahrhunderts der Höhenvergleich zwischen dem Puncak Trikora und dem Puncak Mandala größere Bedeutung. Der Puncak Mandala (4760 m) liegt im schwer zugänglichen östlichen Abschnitt des Maokegebirges und war nur wenig erforscht. Beide Berge galten als Kandidaten für den Status des zweithöchsten Berges von Ozeanien (vgl. Seven Second Summits). Verschiedene Auswertungen, unter anderem durch die NASA ergaben, dass der Puncak Trikora etwa 30 Meter niedriger als der Puncak Mandala ist.
Heute gilt der Puncak Trikora nach der Carstensz-Pyramide (4884 m), dem Sumantri (4870 m) und dem Puncak Mandala (4760 m) als vierthöchster Berg von Ozeanien.

## Geschichte

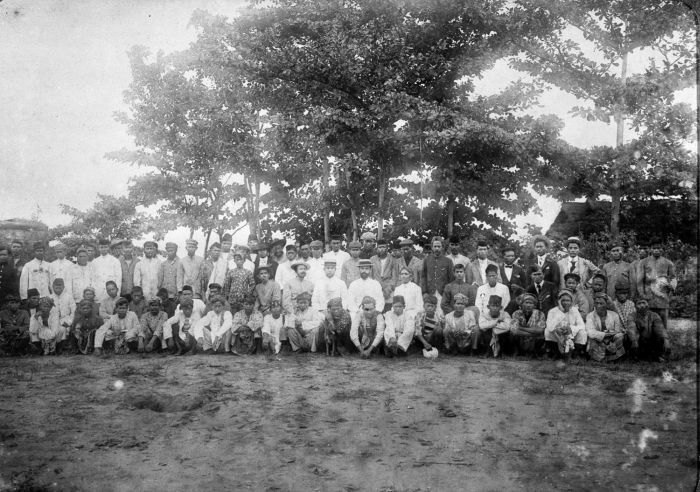
Die Teilnehmer der ersten Süd-Neuguinea-Expedition von 1907.

Die Erforschung der Region des heutigen Puncak Trikora begann 1907 mit der ersten niederländischen Süd-Neuguinea-Expedition (niederl.: Eerste Zuid Nieuw-Guinea Expeditie), geleitet vom Diplomat und Entdecker Hendrikus Albertus Lorentz (1871–1944). Auch die zweite Süd-Neuguinea-Expedition (Tweede Zuid Nieuw-Guinea Expeditie) von 1909 bis 1910 stand unter seiner Leitung. Bei beiden Lorentz-Expeditionen drang man von der Südküste Neuguineas in die schwer zugänglichen Regionen am Fuß des Puncak Trikora vor. Während der zweiten Expedition konnten am 8. November 1909 Lorentz, Jan Willem van Nouhuys (1869–1963) und fünf Dayaks auf etwa 4460 m Höhe die Anfänge der großen Schneefelder an den Südhängen des Wilhelminatop erreichen. Ein Versuch noch höher vorzudringen scheiterte, beim Abstieg und Biwak starben drei der Dayak-Männer an Kälte und Erschöpfung, Lorentz hatte bei einem Sturz Rippenbrüche erlitten.
Erst bei der Dritten Süd-Neuguinea-Expedition (Derde Zuid Nieuw-Guinea Expeditie) konnte, neben anderen Forschungen, auch der Wilhelmina-Gipfel bestiegen werden. Diese Expedition dauerte von September 1912 bis April 1913. Sie stand unter der Leitung von Alphons Franssen Herderschee (1872–1932), einem Offizier der Koninklijk Nederlandsch-Indisch Leger, und sollte Boden, Flora und Fauna oberhalb von 2300 m Höhe untersuchen. Weitere Expeditionsteilnehmer waren der Zoologe Gerard Martinus Versteeg (1876–1943), der Botaniker August Adriaan Pulle (1878–1955), der Geologe Paul François Hubrecht (1880–1929) und J.B. Sitanala, ein indonesischer praktischer Arzt. Herderschee übernahm außerdem die Aufgabe eines Ethnographen. Wie bei den zwei vorangegangenen Expeditionen wurde auch diese Expedition begleitet von Soldaten, Trägern (Strafgefangenen) und Dayak von der Insel Borneo, die wegen ihrer Erfahrungen beim Leben im Urwald wichtige Hilfe leisteten (Experten für Bootsfahrten uvm.). Insgesamt umfasste der Tross 241 Teilnehmer. Diese teilten sich mehrfach auf, um verschiedene Aufgaben zeitsparend bewältigen zu können. Eine Gruppe erreichte am 21. Februar 1913 den Gipfel des Puncak Trikora. Teilnehmer dieser Gruppe waren Herderschee, Hubrecht und Versteeg.
In den Jahren 1920–1922 versuchte die Zentral Neuguinea Expedition (Centraal Nieuw-Guinea Expeditie) unter Leitung des niederländischen Generals A.J.A. van Overeem den Berg von der Nordküste aus zu erreichen. Man konnte entlang des Idenburg Flusses bis weit ins Hochland vordringen aber der Wilhelminatop wurde nicht erreicht.
Mit einer nachfolgenden Expedition unter Leitung von J.H.G. Kremer konnte, am 4. Dezember 1921, der Berg erstmals vom nördlich gelegenen Baliem Hochtal aus bestiegen werden. Bei dieser zweiten Besteigung war der Geologe Paul François Hubrecht erneut am Gipfel. Für die neun Jahre seit der ersten Besteigung dokumentierte Hubrecht bereits einen starken Rückgang der Gletscher.

## Alpinismus
Durch die Erschließung des Baliem Hochtals wurde der Zugang zum Berg wesentlich erleichtert, heute erreicht man vom Habbema-See (3300 m) auf einer Trekkingroute den Fuß des Puncak Trikora. Die Normalroute führt zunächst über die Nordflanke auf den Westgrat und dann in östlicher Richtung auf den Gipfel. Auf dem Grat muss zunächst eine Anzahl steiler Vorgipfel überklettert oder umgangen werden. Im weiteren Verlauf erfolgt der Aufstieg über die Geröllfelder, auf denen sich noch vor einigen Jahrzehnten der Gletscher erstreckte, bis zum weit östlich liegenden Hauptgipfel. Als Gipfelmarkierung dient seit 1983 die Metallplakette einer indonesischen Expedition (Aufschrift: „[...] Puncak Trikora Desember 1983 Ekspedisi Maoke“). Der Puncak Trikora ist heute nach der Carstentz-Pyramide der am häufigsten bestiegene unter den höchsten Bergen Neuguineas und wird auch als geführte Tour angeboten.
Neben der Route der Erstbesteiger (Südflanke) und der heutigen Normalroute (Nordwand/Westgrat), für die es eine Anzahl an Varianten gibt, sind keine weiteren Routen dokumentiert.